# Rekonstruktor (Krasnodar)
Rekonstruktor (en ruso: Реконструктор) es un jútor del raión de Leningrádskaya del krai de Krasnodar, en Rusia. Está situado 21 km al suroeste de Leningrádskaya y 133 km al norte de Krasnodar, la capital del krai. Tenía 167 habitantes en 2010.
Pertenece al municipio Novoúmanskoye.